# Arcane (série télévisée d'animation)
Pour les articles homonymes, voir Arcane.
Arcane est une série télévisée d'animation américano-française dont le scénario prend place dans l'univers du jeu vidéo League of Legends. Composée de deux saisons qui paraissent respectivement en 2021 et 2024, elle est produite par le développeur américain Riot Games en collaboration avec le studio d'animation français Fortiche Production et diffusée dans le monde sur Netflix.
En production depuis 2016 et disposant d'un budget exceptionnellement important, le programme réalise de bonnes audiences à l'échelle mondiale et est très favorablement reçu par la critique, qui acclame tout particulièrement la qualité de son animation : il remporte ainsi plusieurs récompenses majeures, dont neuf Annie Awards et quatre Primetime Emmy Awards en 2022.

## Synopsis
L'histoire se déroule dans le monde de Runeterra, l'univers fictif de Riot Games dans lequel prennent également place, notamment, les jeux League of Legends, Legends of Runeterra et League of Legends: Wild Rift,. L'intrigue se déroule plus précisément à Piltover et Zaun, deux villes en conflit situées au même endroit — Piltover constituant la partie supérieure et riche de la cité ; Zaun ses souterrains insalubres, dont la population souffre de la pauvreté. Le scénario suit principalement Jinx et Vi, deux sœurs ayant vécu une enfance difficile à Zaun, mais qui, désormais adultes, mènent une vie très différente l'une de l'autre, ainsi que Jayce et Viktor, deux scientifiques ayant découvert et stabilisé une gemme permettant de grandes avancées technologiques,.

## Distribution
Sauf indication contraire, les informations mentionnées dans cette section peuvent être confirmées par la base de données cinématographiques IMDb,  présente dans la section « Liens externes ».

### Personnages principaux
- Hailee Steinfeld (VF : Alice Taurand) : Vi
- Ella Purnell (VF : Adeline Chetail) : Powder / Jinx (adulte)
  - Mia Sinclair Jenness (VF : Alice Orsat) : Powder (enfant)
- Kevin Alejandro (VF : Franck Sportis) : Jayce Talis
  - Faustino Duran : Jayce Talis (enfant)
- Katie Leung (VF : Elsa Davoine) : Caitlyn Kiramman
  - Molly Harris (VF : Elsa Davoine) : Caitlyn (enfant)
- Mick Wingert (en) :
  - (VF : Vincent Violette)[note 1] : Cecil B. Heimerdinger
  - (VF : Franck Capillery) : Heenot (saison 2)
- Harry Lloyd (VF : Cédric Dumond) : Viktor
  - Edan Hayhurst : Viktor (enfant)
- Toks Olagundoye (VF : Géraldine Asselin) : Mel Medarda
  - Imogen Faires : Mel Medarda (enfant)
- Amirah Vann (VF : Karine Texier) : Sevika (saison 2 ; récurrente saison 1)
- Reed Shannon (VF : Aurélien Raynal) : Ekko
  - Miles Brown (en) (VF : Cindy Lemineur) : Ekko (enfant)
- Jason Spisak (en) (VF : Bernard Gabay) : Silco et (VF : Yann Peira) Pim (saison 1)
- J. B. Blanc (VF : Boris Rehlinger) : Vander / Warwick et Bolbok (saison 1)
- Ellen Thomas (en) (VF : Maïk Darah) : Ambessa Medarda (saison 2 ; invitée saison 1)
- Brett Tucker (VF : Sacha Petronijevic) : Dr. Corin Reveck / Singed (saison 2 ; récurrent saison 1)

### Personnages secondaires

#### Introduits dans la saison 1
- Abigail Marlowe (VF : Bénédicte Charton) : Cassandra Kiramman / Eve (saison 1) / Renni
- Yuri Lowenthal (VF : Hervé Grull) : Mylo
- Roger Craig Smith (VF : Christophe Lemoine) : Claggor
- Josh Keaton (VF : François Delaive) : Deckard / (VF : Jérôme Frossard) : Salo
- Fred Tatasciore (VF : Bruno Magne) : Benzo / le maître artisan (saison 1)
- Shohreh Aghdashloo (VF : Claudine Grémy) : Grayson (saison 1)
- Remy Hii (VF : Jim Redler) : Marcus (saison 1) / Tobias Kiramman
- Mara Junot (VF : Daria Levannier) : Shoola / Jules
- Dave B. Mitchell (en) (VF : Patrick Raynal) : Hoskel / (VF : Gérard Sergue) : Harold / (VF : Jean-Luc Atlan) : Verne
- Bill Lobley (VF : Damien Witecka) : Huck
- Miyavi (VF : Adrien Antoine) : Finn
- Erica Lindbeck (en) (VF : Anne-Sophie Nallino) : Elora
- Kimberly Brooks : Sky Young / Margot (saison 2)

#### Introduits dans la saison 2
- Earl Baylon (VF : Thierry Hancisse) : Loris
- Robbie Daymond : Scar (muet dans la saison 1)
- Steward Scudamore (VF : Frédéric Souterelle) : Rictus (muet dans la saison 1)
- Katy Townsend (VF : Nastassja Girard) : Maddie Nolen
- Lucy Lowe : Isha
- Ashley Holliday : Gert
- Minnie Driver : LeBlanc

#### Invités
- Imagine Dragons : le groupe The Last Drop (saison 1)
- JID : le rappeur de The Last Drop (saison 1)
- Ray Chen : un soliste d'orchestre (saison 1)
- Krizia Bajos (VF : Patricia Piazza) : Ximena Talis (saison 1)
- Mira Furlan : Babette (saison 1)
- Salli Saffioti (VF : Colette Marie) : Amara
- Lenny Citrano (VF : Jérôme Pauwels) : Smeech (muet dans la saison 1)
- Lex Lang : Chross (muet dans la saison 1)
- Eve Lindley (VF : Mike Fédée) : Lest (saison 2)
- Jeannie Tirado (VF : Elisabeth Ventura) : Felicia (saison 2)
- Keston John (VF : Eilias Changuel) : Kino Medarda (saison 2)

## Production

### Développement
Arcane est écrite et produite par Riot Games, mais animée et réalisée par Fortiche Production, un studio d'animation français,. Ce dernier a créé plusieurs clips musicaux pour Riot depuis 2013, et commence à travailler sur Arcane en 2016,.
D'après Le Figaro, qui qualifie le programme de « série d'animation la plus chère du monde », les six heures d'animation de la première saison d'Arcane ont coûté à Riot Games entre 60 et 80 millions d'euros, soit un budget largement supérieur aux standards de l'industrie, qui, toujours d'après le quotidien, oscillent en moyenne entre 6 et 12 millions d'euros de coûts pour une série animée. Ce prix s'explique notamment par le temps passé sur chaque image de la production, Fortiche ne produisant qu'entre 0,8 et 1 seconde d'animation par jour et par employé, la moyenne du secteur étant d'environ 6 à 7 secondes quotidiennes pour un produit de ce type. Le journal précise en outre que le coût total de la série pour le producteur américain est encore plus élevé dans les faits, les dépenses liées aux comédiens et au marketing du programme n'étant pas incluses dans l'estimation ci-dessus.
En novembre 2024, alors que la deuxième saison de la série est sur le point de paraître, Variety publie une longue enquête sur la création du programme. Citant des sources internes, l'article indique que le coût total pour Riot Games des deux saisons d'Arcane s'est élevé à 250 millions de dollars et confirme ainsi qu'il s'agit, de très loin, de la série animée au budget le plus important de l'histoire. Outre la qualité de l'animation, le journal estime que ces coûts très élevés sont en partie dus à un manque d'expérience de la part du développeur américain dans le domaine de la production audiovisuelle, qui a débouché sur des contretemps et donc sur des dépenses croissantes, ainsi qu'à un budget marketing extravagant : le studio a dépensé plus de 60 millions de dollars pour promouvoir la première saison de la série, une somme exceptionnellement élevée, très supérieure à celle investie par son diffuseur, Netflix.
Initialement conçu pour s'étendre sur cinq saisons, le programme a ainsi été écourté à deux saisons seulement en raison du budget toujours plus important qu'il nécessitait pour se poursuivre, le tout dans un contexte de contraction de l'industrie du jeu vidéo ayant débouché sur des vagues de licenciements chez Riot Games en 2024. Ainsi, alors que Netflix et Tencent Video ne paient chacun que 3 millions de dollars par épisode au développeur de League of Legends pour en obtenir les droits de diffusion, Variety estime qu'il est quasi établi que la série ne sera pas rentable pour le studio américain, au sein duquel une situation où les recettes équilibreraient les dépenses est décrite comme la meilleure qui puisse être envisagée.

### Sortie

#### Diffusion
La série est révélée en octobre 2019, à l'occasion du 10e anniversaire de la sortie de League of Legends,. Alors prévue pour paraître au cours de l'année 2020, il y est annoncé en juin que sa sortie est repoussée à l'année 2021 en raison de la pandémie de Covid-19,.
En mai 2021, Netflix annonce diffuser la série à l'international,, ; Tencent Video assure pour sa part la diffusion en Chine,. En septembre 2021, une partie du casting de la série est publiée,. Quelques jours plus tard, une nouvelle bande annonce est diffusée et la première saison d'Arcane est annoncée pour paraître en trois « actes » distincts, chacun comprenant trois épisodes,. Le premier acte paraît le 6 novembre 2021, et le premier épisode de la série est simultanément diffusé sur Twitch où les utilisateurs de la plateforme peuvent librement le rediffuser,. Le deuxième acte sort le 13 novembre suivant, et le dernier acte le 20 novembre qui suit,. Le 21 novembre 2021, peu après la diffusion des derniers épisodes de la première saison, Riot Games et Netflix annoncent la production d'une deuxième saison pour la série,, précisant que sa sortie n'est pas prévue avant l'année 2023,.
Un documentaire en cinq épisodes retraçant le travail de création et de réalisation de la série à travers la collaboration entre Riot Games et Fortiche Production, Arcane : Combler le fossé, est produit par Netflix et paraît sur YouTube en août 2022,.
En septembre 2023, une conférence de Tencent Video laisse apparaître une affiche de la deuxième saison de la série qui indique que sa sortie est attendue pour la fin de l'année 2024 ; cette date de sortie n'est toutefois pas confirmée par Netflix ou Riot Games. Finalement, Netflix confirme en novembre 2023 que la saison 2 sera disponible en novembre 2024,.
Le 10 juin 2024, le distributeur de films américain GKIDS (en) annonce au Festival d'Annecy avoir acquis les droits de distribution de la première saison d'Arcane afin de la proposer à la vente au format numérique et physique, dans une variété d'éditions,. Le lendemain, Riot Games dévoile la bande annonce de la saison 2 et indique que cette deuxième partie sera la dernière de la série — le studio précise cependant qu'il prévoit de créer de nouvelles œuvres d'animation en collaboration avec Fortiche dans l'univers de League of Legends,. Un piratage des serveurs de Netflix en août 2024 voit plusieurs épisodes de la saison fuiter et être diffusés en pair-à-pair avant leur sortie officielle dans une version provisoire utilisée en interne,,. De nouvelles bandes annonces sont cependant publiées à travers les semaines qui suivent et, le 20 septembre, la saison 2 est annoncée pour paraître — comme la première — en trois actes successifs, diffusés respectivement les 9, 16 et 23 novembre 2024.

#### Marketing
Arcane constitue le thème de la cérémonie d'ouverture de la finale de l'édition 2021 (en) du Championnat du monde de League of Legends, qui en reprend certains décors et certaines scènes. Enemy, chanson d'Imagine Dragons produite pour le générique de la série, y est également interprétée,.
Riot Games promeut la série tout au long du mois de novembre 2021 à travers des événements prenant place dans ses jeux vidéo League of Legends, Teamfight Tactics, Legends of Runeterra, Valorant et Wild Rift,,, ainsi qu'en nouant des partenariats avec d'autres éditeurs qui intègrent à leurs jeux, tels que Fortnite, PUBG ou Among Us, des éléments de la série,,.

## Fiche technique
Sauf indication contraire, les informations mentionnées dans cette section peuvent être confirmées par la base de données cinématographiques IMDb,  présente dans la section « Liens externes ».
- Titre original et français : Arcane
- Titre alternatif : Arcane: League of Legends
- Création : Christian Linke et Alex Yee
- Réalisation : Pascal Charrue, Arnaud Delord et Jérôme Combe
- Scénario : Christian Linke, Ash Brannon, David Dunne, Alex Yee, Amanda Overton et Nick Luddington
- Musique : Alexander Temple, Alex Seaver (en) et Andrew Kierszenbaum
- Casting : David Lyerly et Jen Rudin
- Direction artistique : Julien Georgel[47], Anne-Laure To et Jérôme Combe
- Décors : Kevin Aymeric et Arnaud-Loris Baudry
- Montage : Roberto Fernandez, Gilad Carmel, Lawrence Gan, Nazim Meslem, Ivan Bilancio, Martin Jay, Benjamin Massoubre, Ernesto Matamoros, Emmanuel Pilinski et David Ian Salter
- Production : Mollie Bickley St. John, Nick Luddington, Ben St. John, Ash Brannon, Amanda Overton et David Dunne
- Production déléguée : Alex Yee, Pascal Charrue, Arnaud Delord, Jérôme Combe, Christian Linke, Jane Chung, Brandon Beck, Thomas Vu et Marc Merrill
- Société de production : Riot Games et Fortiche Production
- Société de distribution : Netflix
- Pays d'origine :  États-Unis et  France
- Langue originale : Anglais
- Format : Couleur
- Genre : Fantasie, action, science-fiction, aventure et drame
- Durée : 39-44 minutes
- Date de première diffusion :
  - Monde : 6 novembre 2021 (Netflix)

## Épisodes
Sauf indication contraire, les informations mentionnées dans cette section peuvent être confirmées par la base de données cinématographiques IMDb,  présente dans la section « Liens externes ».

### Première saison
| № | Titre                                              | Première diffusion |
| --- | -------------------------------------------------- | ------------------ |
| Acte 1 |                                                    |                    |
| 1 | Welcome to the Playground                          | 6 novembre 2021    |
| Les sœurs orphelines Vi et Powder causent des remous dans les rues souterraines de Zaun à la suite d'un braquage dans le très huppé Piltover.                             |                                                    |                    |
| 2 | Certains mystères ne devraient jamais être résolus | 6 novembre 2021    |
| Idéaliste, le chercheur Jayce tente de maîtriser la magie par la science malgré les avertissements de son mentor. Le criminel Silco teste une substance puissante.        |                                                    |                    |
| 3 | Cette violence crasse nécessaire au changement     | 6 novembre 2021    |
| Deux anciens rivaux s'affrontent lors d'un défi spectaculaire qui se révèle fatidique pour Zaun. Jayce et Viktor prennent de gros risques pour leurs recherches.          |                                                    |                    |
| Acte 2 |                                                    |                    |
| 4 | Joyeuse Fête du progrès !                          | 13 novembre 2021   |
| Alors que Piltover profite de leur technologie, Jayce et Viktor réfléchissent à ce qu'ils vont faire. Un visage familier ressort de Zaun pour semer la pagaille.          |                                                    |                    |
| 5 | L'ennemi commun                                    | 13 novembre 2021   |
| Caitlyn, la pacifieuse qui n'en fait qu'à sa tête, arpente les bas-fonds pour trouver Silco. Jayce devient une cible en combattant la corruption à Piltover.              |                                                    |                    |
| 6 | Quand l'empire s'effondre                          | 13 novembre 2021   |
| Un protégé discrédite son mentor devant le Conseil à cause de l'évolution rapide d'une technologie magique. Poursuivie par les autorités, Jinx doit affronter son passé.  |                                                    |                    |
| Acte 3 |                                                    |                    |
| 7 | Le petit sauveur                                   | 20 novembre 2021   |
| Caitlyn et Vi retrouvent un allié dans les rues de Zaun et se déchaînent contre une ennemie commune. Viktor prend une décision désespérée.                                |                                                    |                    |
| 8 | L'eau et l'huile                                   | 20 novembre 2021   |
| L'héritière désavouée Mel et sa mère échangent des tactiques de combat. Caitlyn et Vi forgent une alliance improbable. Jinx subit une étonnante transformation.           |                                                    |                    |
| 9 | Rouages et engrenages                              | 20 novembre 2021   |
| À deux doigts d'entrer en guerre, les chefs de Piltover et de Zaun sont face à un ultimatum, jusqu'à ce qu'un affrontement fatidique bouleverse les deux villes à jamais. |                                                    |                    |

### Deuxième saison
| № | Titre                             | Première diffusion |
| --- | --------------------------------- | ------------------ |
| Acte 1 |                                   |                    |
| 1 | Le fardeau des responsabilités    | 9 novembre 2024    |
| Vi et Caitlyn s'interrogent sur la meilleure façon de réagir à la suite d'une terrible tragédie qui fait des victimes et aggrave les tensions entre les deux villes. |                                   |                    |
| 2 | Tout regarder brûler              | 9 novembre 2024    |
| Alors que Piltover est prêt pour la guerre, Zaun évalue ses options. Jinx fait profil bas et prépare son prochain coup. Une conversation cruciale a lieu.            |                                   |                    |
| 3 | Tu m'appelles enfin par mon nom   | 9 novembre 2024    |
| Caitlyn redouble d'efforts pour retrouver Jinx. Ambessa accepte une rencontre fatidique. Les changements à Zaun conduisent à une découverte choquante.               |                                   |                    |
| Acte 2 |                                   |                    |
| 4 | Peins la ville en bleu            | 16 novembre 2024   |
| Alors qu'une rumeur parle du retour de Jinx, Ambessa décide de redoubler d'effort pour la retrouver.                                                                 |                                   |                    |
| 5 | Creuser, malgré tout              | 16 novembre 2024   |
| Vi est réveillée par des nouvelles surprenantes et voit des retrouvailles plus que perturbantes alors que Caitlyn en apprend plus sur le passé de Shimmer.           |                                   |                    |
| 6 | Le message caché dans le schéma   | 16 novembre 2024   |
| Vi et Jinx découvrent un lieu méconnu où l'apaisement prospère mais cela sera de courte durée à cause d'une trahison qui menace de nombreuses vies.                  |                                   |                    |
| Acte 3 |                                   |                    |
| 7 | Comme si c'était la première fois | 23 novembre 2024   |
| Un instant d'obscurité, un autre de lumière et une vision de ce qui aurait pu être.                                                                                  |                                   |                    |
| 8 | Tuer est un cycle                 | 23 novembre 2024   |
| La tempête qui se prépare nourrit une série de transformations saisissantes. Ailleurs, l'étincelle de la rébellion brûle toujours.                                   |                                   |                    |
| 9 | La terre sous tes ongles          | 23 novembre 2024   |
| Entre magie, science, pouvoir et vengeance, les destins se heurtent, déchaînant une guerre sans merci.                                                               |                                   |                    |

## Réception

### Accueil critique

#### Critiques générales
La série est globalement très bien reçue par la presse, généraliste comme spécialisée — 100 % des critiques du programme sont positives d'après l'agrégateur Rotten Tomatoes, et plusieurs médias lui attribuent la note maximale.
Le magazine Forbes remarque par ailleurs un engouement particulier des spectateurs pour la série, cette dernière atteignant des scores utilisateur exceptionnellement élevés sur des sites tels que Metacritic ou IMDb,,,.

#### Critiques du scénario
Toutes les critiques s'accordent sur le fait qu'Arcane est très accessible dans son scénario, y compris pour les personnes n'ayant jamais joué à League of Legends. Joshua Rivers de Polygon écrit que bien qu'étant totalement extérieur à l'univers du jeu, il ne s'est jamais senti perdu dans le déroulement de la série car celle-ci « construit sa propre identité visuellement, narrativement et musicalement ». James Marsh du South China Morning Post note lui aussi que la série « devrait, à l'aide de sa narration captivante, de ses personnages richement développés et de son univers détaillé, absorber les spectateurs » indépendamment de leur connaissance préalable du sujet.

#### Critiques de l'animation
Le style graphique de l'œuvre, qualifié d'« époustouflante combinaison d'animation traditionnelle et d'animation par ordinateur » par le South China Morning Post, et de « mélange renversant de 2D et de 3D » par Paste, fait également l'objet d'une acclamation unanime. Alors que Time loue une « animation transcendante […] si richement et finement détaillée qu'elle peut en distraire [le spectateur] de l'intrigue », le site web IGN, qui attribue au programme la note maximale, considère les animations comme étant « magnifiques et innovantes », soulignant le travail du studio Fortiche dans leur conception, notamment pour les scènes d'action jugées « époustouflantes ». Polygon souligne également l'« excellente » animation des différents combats, notant que chaque élément visuel de la série est « minutieusement présenté et admirablement réalisé ».

#### Critiques des comédiens
La prestation des comédiens est également saluée par les critiques, qui acclament principalement le jeu d'acteur d'Ella Purnell et de Hailee Steinfeld,,. IGN qualifie le casting d'« impressionnant » et considère qu'il « permet de rajouter une couche d'émotion aux personnages », ce que Tara Bennett de Paste souligne elle aussi, tout en insistant par ailleurs sur les performances de Jason Spisak (en) et de Mia Sinclair Jenness.

### Censure
Outre la censure de quelques vulgarités, l'arc narratif dépeignant l'histoire d'amour entre les personnages féminins Caitlyn et Vi est évincé de la série en Chine, où certaines scènes sont montées dans un ordre différent, retouchées afin d'effacer l'un ou l'autre personnage de l'image, voire tout simplement coupées,.

### Audience
Arcane est la série télévisée anglophone la plus regardée sur Netflix à l'échelle mondiale entre le 15 et le 21 novembre 2021, avec plus de 38 millions d'heures de visionnage pour cette période au total. Le 13 décembre suivant, le programme cumulait 120 millions d'heures de visionnage sur cette même plateforme depuis sa sortie.
En Chine, le premier acte de la série dépasse les 130 millions de vues sur Tencent Video dans les premières heures qui suivent sa parution, et Arcane est alors le mot clef le plus recherché sur le site.

## Distinctions
En décembre 2021, la série est nommée pour neuf récompenses à la 49e cérémonie des Annie Awards. Elle remporte chacune de ces neuf distinctions le 12 mars 2022, s'imposant ainsi comme l'œuvre lauréate du plus grand nombre de prix pour cette édition des Annie Awards, tous types de production confondus.
Dans la suite de l'année, le programme remporte notamment la catégorie Best Streaming Animated Series or Television Movie lors de la 2e édition (en) des Hollywood Critics Association TV Awards, puis se voit décerner quatre Primetime Emmy Awards, dont le Primetime Emmy Award du meilleur programme d'animation en septembre 2022.
| Année | Cérémonie                                                          | Récompense                                                                     | Récipiendaires | Résultat   |
| ----- | ------------------------------------------------------------------ | ------------------------------------------------------------------------------ | --- | ---------- |
| 2022  | 49e cérémonie des Annie Awards                                     | Best General Audience Animated Production (en)                                 | L'épisode Quand l'empire s'effondre | Lauréat    |
| 2022  | 49e cérémonie des Annie Awards                                     | Outstanding Achievement for Animated Effects in an Animated Production (en)    | Guillaume Degroote, Aurélien Ressencourt, Martin Touzé, Frédéric Macé et Jérôme Dupré pour l'épisode L'eau et l'huile | Lauréat    |
| 2022  | 49e cérémonie des Annie Awards                                     | Outstanding Achievement for Character Animation in an Animated Production (en) | Léa Chervet pour l'épisode Rouages et engrenages | Lauréat    |
| 2022  | 49e cérémonie des Annie Awards                                     | Outstanding Achievement for Character Design in an Animated Production (en)    | Evan Monteiro pour l'épisode Certains mystères ne devraient jamais être résolus | Lauréat    |
| 2022  | 49e cérémonie des Annie Awards                                     | Outstanding Achievement for Directing in an Animated Production (en)           | Pascal Charrue, Arnaud Delord et Barthelemy Maunoury pour l'épisode Rouages et engrenages | Lauréat    |
| 2022  | 49e cérémonie des Annie Awards                                     | Outstanding Achievement for Production Design in an Animated Production (en)   | Julien Georgel, Aymeric Kevin et Arnaud Baudry pour l'épisode Joyeuse Fête du progrès ! | Lauréat    |
| 2022  | 49e cérémonie des Annie Awards                                     | Outstanding Achievement for Storyboarding in an Animated Production (en)       | Simon Andriveau pour l'épisode Quand l'empire s'effondre | Lauréat    |
| 2022  | 49e cérémonie des Annie Awards                                     | Outstanding Achievement for Voice Acting in an Animated Production (en)        | Ella Purnell pour l'épisode Quand l'empire s'effondre | Lauréat    |
| 2022  | 49e cérémonie des Annie Awards                                     | Outstanding Achievement for Writing in an Animated Production (en)             | Christian Linke et Alex Yee pour l'épisode Rouages et engrenages | Lauréat    |
| 2022  | 69e cérémonie (en) des Golden Reel Awards                          | Outstanding Achievement in Sound Editing – Non-Theatrical Animation (en)       | Brad Beaumont, Eliot Connors, Alexander Temple, Shannon Beaumont, Alexander Ephraim, Dan O' Connell, John Cucci et Alex Seaver pour l'épisode Quand l'empire s'effondre                                                                                   | Lauréat    |
| 2022  | 2022 British Film Editors Cut Above Awards (en)                    | Best Edited Series: Animation                                                  | Ivan Bilancio, Gilad Carmel, Roberto Fernandez, Lawrence Gan, Martin Jay, Benjamin Massoubre, Ernesto Matamoros Cox, Nazim Meslem, Emmanuel Pilinski et David Ian Salter                                                                                  | Lauréat    |
| 2022  | Édition 2022 (en) des Billboard Music Awards                       | Top Soundtrack (en)                                                            | N/A | Nomination |
| 2022  | 46e édition du festival international du film d'animation d'Annecy | N/A                                                                            | L'épisode Quand l'empire s'effondre | Nomination |
| 2022  | 2e édition des Hollywood Critics Association TV Awards (en)        | Best Streaming Animated Series or Television Movie                             | L'ensemble de la série Arcane | Lauréat    |
| 2022  | Édition 2022 des Dorian Awards                                     | Best Animated Show                                                             | L'ensemble de la série Arcane | Nomination |
| 2022  | Édition 2022 du prix Hugo                                          | Best Dramatic Presentation                                                     | Christian Linke, Alex Yee, Conor Sheehy, Ash Brannon, Pascal Charrue et Arnaud Delord pour l'épisode Quand l'empire s'effondre | Nomination |
| 2022  | 74e édition des Primetime Emmy Awards                              | Outstanding Sound Editing (en)                                                 | Christian Linke, Marc Merrill, Brandon Beck, Jane Chung, Thomas Vu, Jerôme Combe, Melinda Wunsch Dilger, Pascal Charrue, Arnaud Delord, Alex Yee, Ash Brannon, Conor Sheehy, Barthelemy Maunoury et David Lyerly pour l'épisode Quand l'empire s'effondre | Nomination |
| 2022  | 74e édition des Primetime Emmy Awards                              | Outstanding Animated Program                                                   | Christian Linke, Marc Merrill, Brandon Beck, Jane Chung, Thomas Vu, Jerôme Combe, Melinda Wunsch Dilger, Pascal Charrue, Arnaud Delord, Alex Yee, Ash Brannon, Conor Sheehy, Barthelemy Maunoury et David Lyerly pour l'épisode Quand l'empire s'effondre | Lauréat    |
| 2022  | 74e édition des Primetime Emmy Awards                              | Outstanding Individual Achievement in Animation (en)                           | Anne-Laure To pour l'épisode Le petit sauveur | Lauréat    |
| 2022  | 74e édition des Primetime Emmy Awards                              | Outstanding Individual Achievement in Animation (en)                           | Julien Georgel pour l'épisode Joyeuse Fête du progrès ! | Lauréat    |
| 2022  | 74e édition des Primetime Emmy Awards                              | Outstanding Individual Achievement in Animation (en)                           | Bruno Couchinho pour l'épisode Quand l'empire s'effondre | Lauréat    |
| 2022  | 47e cérémonie des Saturn Awards                                    | Saturn Award de la meilleure série télévisée animée                            | L'ensemble de la série Arcane | Nomination |
| 2022  | Édition 2022 des Game Awards                                       | Meilleure adaptation                                                           | L'ensemble de la série Arcane | Lauréat    |